# شای جی دی کوهن
شای جی دی کوهن (انگلیسی: Shaye J. D. Cohen; ۲۱ اکتبر ۱۹۴۸ – ) Hebraist، مورخ، ربی اهل ایالات متحده آمریکا بود.